# Chabet El Ameur
Chabet El Ameur è un comune dell'Algeria, situato nella provincia di Boumerdès.